# Martin Klebba
Martin Klebba (Troy, 23 giugno 1969) è un attore e stuntman statunitense.

## Biografia
Affetto da nanismo (displasia acromicrica), è alto 1,22 metri. È divenuto celebre come interprete del personaggio di Randall, amico dell'Inserviente nella serie televisiva statunitense Scrubs; in seguito ha avuto un ruolo secondario nella celebre serie cinematografica Pirati dei Caraibi, apparendo in tutti i film della prima trilogia e nel quinto film nelle vesti di Marty, un membro della ciurma di Jack Sparrow.
Ha interpretato un ruolo nel film TV della Comedy Central intitolato Knee High P.I., ed ha effettuato una comparsata speciale in un episodio della serie CSI - Scena del crimine nel 2007. Infine, ha partecipato al reality show statunitense Little People, Big World. Dal 1994 è titolare di un singolare record di velocità, avendo corso i 100 metri in 13,84 secondi e divenendo così la persona affetta da nanismo più veloce del mondo. Nel 2011 interpreta il ruolo di Rollo nella serie televisiva The Cape.

## Vita privata
Dal 2011 è sposato con Michelle Dilgard. La coppia ha due figli, Alec e Makenzie.

## Filmografia parziale

### Attore

#### Cinema
- Planet of the Apes - Il pianeta delle scimmie (Planet of the Apes), regia di Tim Burton (2001)
- La vera storia di Biancaneve (Snow White: The Fairest of Them All), regia di Caroline Thompson (2001)
- Due sballati al college (How High), regia di Jesse Dylan (2001)
- Corky Romano - Agente di seconda mano (Corky Romano), regia di Rob Pritts (2001)
- Men in Black II, regia di Barry Sonnenfeld (2002)
- Austin Powers in Goldmember, regia di Jay Roach (2002)
- National Security - Sei in buone mani (National Security), regia di Dennis Dugan (2003)
- La maledizione della prima luna (Pirates of Caribbean: The Curse of the Black Pearl), regia di Gore Verbinski (2003)
- Looney Tunes: Back in Action, regia di Joe Dante (2003)
- La casa dei fantasmi (The Haunted Mansion), regia di Rob Minkoff (2003)
- El matador, regia di Joey Medina (2003)
- Amici × la morte (Cradle 2 the Grave), regia di Andrzej Bartkowiak (2003)
- Van Helsing, regia di Stephen Sommers (2004)
- Pirati dei Caraibi - La maledizione del forziere fantasma (Pirates of the Caribbean: Dead Man's Chest), regia di Gore Verbinski (2006)
- Pirati dei Caraibi - Ai confini del mondo (Pirates of the Caribbean: At World's End), regia di Gore Verbinski (2007)
- 3ciento - Chi l'ha duro... la vince (Meet the Spartans), regia di Jason Friedberg e Aaron Seltzer (2008)
- Feast 2: Sloppy Seconds, regia di John Gulager (2008)
- Coppia di re (Pair of Kings) - serie TV (2010)
- Project X - Una festa che spacca (Project X), regia di Nima Nourizadeh (2012)
- Biancaneve (Mirror Mirror), regia di Tarsem Singh (2012)
- Il grande e potente Oz (Oz: The Great and Powerful), regia di Sam Raimi (2013)
- Comic Movie (Movie 43), registi vari (2013)
- Left Behind - La profezia (Left Behind), regia di Vic Armstrong (2014)
- Hungover Games - Giochi mortali, regia di Josh Stolberg (2014)
- Motel (The Bag Man), regia di David Grovic (2014)
- Jurassic World, regia di Colin Trevorrow (2015)
- Ted 2, regia di Seth MacFarlane (2015)
- Pirati dei Caraibi - La vendetta di Salazar (Pirates of the Caribbean: Dead Men Tell No Tales), regia di Joachim Rønning ed Espen Sandberg (2017)
- Iron Mask - La leggenda del dragone (Тайна печати дракона), regia di Oleg Stepchenko (2019)
- The Electric State, regia di Anthony e Joe Russo (2025)

### Televisione
- Streghe (Charmed) - serie TV, 1 episodio (2002)
- Scrubs - Medici ai primi ferri (Scrubs) - serie TV, 8 episodi (2004-2009)
- Bones - serie TV, 1 episodio

### Doppiaggio
- Pacific Rim - La zona oscura (Pacific Rim: The Black) – serie TV, 6 episodi (2021-2022)
- Biancaneve (Snow White), regia di Marc Webb (2025)

## Doppiatori italiani
Nelle versioni in italiano delle opere in cui ha recitato, Martin Klebba è stato doppiato da:
- Stefano Onofri in Pirati dei Caraibi - La maledizione della prima luna, Pirati dei Caraibi - La maledizione del forziere fantasma, Pirati dei Caraibi - Ai confini del mondo, Qualcosa di magico, Pirati dei Caraibi - La vendetta di Salazar
- Corrado Conforti in La vera storia di Biancaneve, Coppia di re (1ª voce)
- Achille D'Aniello in Scrubs - Medici ai primi ferri (st. 3-5), CSI: NY
- Vittorio Stagni in Corky Romano - Agente di seconda mano
- Edoardo Nevola in Amici x la morte
- Marco De Risi in Scrubs - Medici ai primi ferri (ep. 8x19)
- Paolo De Santis in iCarly
- Luigi Scribani in CSI - Scena del crimine
- Mirko Mazzanti in Biancaneve (2012)
- Marco Baroni in Coppia di re (2ª voce)
- Luca Dal Fabbro in Left Behind - La profezia
- Gianluca Crisafi in Motel

Da doppiatore è sostituito da:
- Alberto Bognanni in Biancaneve (2025, dialoghi)
- Giovanni Guarino in Biancaneve (2025, canto)